# Rosey Effiong
Rosaline Effiong, detta Rosey (Dallas, 8 maggio 2001), è una velocista statunitense.

## Carriera
Nel 2023 ha vinto la medaglia d'oro ai Mondiali di Budapest nella staffetta 4×400 metri mista, stabilendo anche il nuovo record del mondo in 3'08"80.

## Record nazionali
- Staffetta 4×400 metri mista: 3'08"80 ( Budapest, 19 agosto 2023) (con Justin Robinson, Matthew Boling e Alexis Holmes)

## Palmarès
| Anno | Manifestazione  | Sede     | Evento        | Risultato | Prestazione | Note            |
| ---- | --------------- | -------- | ------------- | --------- | ----------- | --------------- |
| 2023 | Mondiali        | Budapest | 4×400 m       | Batteria  | dq          |                 |
| 2023 | Mondiali        | Budapest | 4×400 m mista | Oro       | 3'08"80     | Record mondiale |
| 2025 | Mondiali indoor | Nanchino | 400 m piani   | 6ª        | 52"90       |                 |
| 2025 | Mondiali indoor | Nanchino | 4x400 m       | Oro       | 3'27"45     |                 |